# Edenton (Carolina del Norte)
Edenton es un pueblo ubicado en el condado de Chowan en el estado estadounidense de Carolina del Norte. Es sede del condado de Chowan. La localidad en el año 2000, tenía una población de 5.394 habitantes en una superficie de 13,5 km², con una densidad poblacional de 415,6 personas por km². 

## Geografía
Edenton se encuentra ubicado en las coordenadas 36°3′43″N 76°36′21″O / 36.06194, -76.60583. Según la Oficina del Censo, la localidad tiene un área total de 13,5 km² (5,2 mi²), de la cual 13 km² (5 mi²) es tierra y 0,5 km² (0,2 mi²) (3.47%) es agua.

### Localidades adyacentes
El siguiente diagrama muestra a las localidades en un radio de 28 kilómetros (17,4 mi) de Edenton.

## Demografía
En el 2000 la renta per cápita promedia del hogar era de $25.241, y el ingreso promedio para una familia era de $34.132. El ingreso per cápita para la localidad era de $13.264. En 2000 los hombres tenían un ingreso per cápita de $27.192 contra $18.281 para las mujeres. Alrededor del 25.1% de la población estaba bajo el umbral de pobreza nacional.